# Silvertone
Silvertone — дебютний альбом, американського, рок-виконавця, Кріса Айзека, що вийшов в січні 1985, року. В 1986, році альбом досягнув 77-го, місця в Australian Singles Chart.

## Список композицій
1. «Dancin» — 3:44
2. «Talk to Me» — 3:04
3. «Livin for Your Lover» — 2:56
4. «Back on Your Side» — 3:14
5. «Voodo» — 2:44
6. «Funeral in the Rain» — 3:18
7. «The Lonely Ones» — 3:12
8. «Unhappiness» — 3:10
9. «Tears» — 2:10
10. «Gone Ridin» — 2:36
11. «Pretty Girls Don't Cry» — 2:24
12. «Western Stars» — 3:12
13. «Another Idea (U.S edition only)» — 2:53

## Чарти
| Чарт (1986)                   | Найвища позиція |
| ----------------------------- | --------------- |
| Австралія (Kent Music Report) | 77              |

## Сертифікації
| Регіон                                                                                          | Сертифікація | Продажі |
| ----------------------------------------------------------------------------------------------- | ------------ | ------- |
| США                                                                                             | —            | 147,000 |
| *продажі, що базуються лише на сертифікаціях ^відвантаження, що базуються лише на сертифікаціях |              |         |